# 三崎秀央
三崎 秀央（みさき ひでお、1971年 - ）は、日本の経営学者。博士（経営学）。専門は経営組織、企業経営、組織行動、イノベーション 、人的資源管理 。
神戸商科大学（現在の兵庫県立大学）大学院経営学研究科博士後期課程修了。1999年福島大学経済学部助教授、2006年兵庫県立大学経営学部准教授、2009年兵庫県立大学経営学部教授を経て、2025年より関西大学ビジネスデータサイエンス学部教授。
日本労務学会学会賞（研究奨励賞）、上河賞（上河賞基金）、生協総研賞（共同研究：財団法人生協総合研究所）、組織学会ベストレフェリー賞、優秀教育活動賞（兵庫県立大学）、村尾育英会学術賞（学術奨励賞： 財団法人村尾育英会）などを受賞。日本労務学会常任理事、経営行動科学学会研究担当理事、経営行動科学学会研究部会長、日本労務学会研究奨励賞審査委員長、組織学会研究発表大会実行委員長など、学会の役員を歴任。
株式会社アサカ理研（ジャスダック上場）取締役を務めるなど、理論と実践の両方に精通している。

## 主な著作物
- 『研究開発従事者のマネジメント』（ISBN 978-4502373503、中央経済社、2004年）
- 『経営学』（ISBN 978-4419036782、税務経理協会、2000年、共著）
- 『成果と公平の報酬制度』（ISBN 978-4502367809 、中央経済社、2003年、共著）
- 『入門　組織行動論』（ISBN 978-4502390005 、中央経済社、2007年、共著）
- 『人的資源管理―理論と実践』（ISBN 978-4830946455、文眞堂、2009年、共訳）
- 『経営行動科学ハンドブック』（978-4502687501、中央経済社、2011年、共著）
- 『入門　組織行動論　第２版』（ISBN 978-4502089503、中央経済社、2007年、共著）
- 『ケーススタディ 優良・成長企業の人事戦略』（978-4419062651、税務経理協会、2015年、共著）